# 塞尔日·尼科莱
塞爾日·尼科萊（法語：Serge Nicolaï，1967年10月7日—），為法國演員、表演教育家、劇場導演、電影導演和舞台設計師。
1997年-2017年，尼科萊擔任法國陽光劇團的首席演員。並從2015年起擔任法國科西嘉島國際藝術會議協會（法語：Association des Rencontres Internationales Artistiques）的教育與藝術總監。

## 傳記
塞爾日·尼科萊曾經參與演出過許多戲劇作品，例如：陽光劇團作品《麥克白》、《堤霸上的鼓手》、《最後的驛站》、《浮生若夢》（Les Éphémères）、《未竟之業》、《一帆風順》（Tout et bien qui finit bien）等，這些作品都榮獲莫里哀戲劇獎。
同時，他還涉足電影領域，在《羅丹：上帝之手》、《巴黎教會我的事》、《蜜糖之家》（Casa dolce casa）及榮獲洛迦諾電影節青年單元最佳影片的《奧爾莫與海鷗》等電影中出演重要角色，並執導電影作品。
他亦曾經擔任導演，執導過不同作品，當中部分乃改編自經典文學作品，如下：
- 《瞑眠》（Sleeping）：改編日本作家川端康成小說《睡美人（日语：眠れる美女）》。 （页面存档备份，存于）
- 《伯格曼小姐》（A Bergman Affair）：改編自瑞典編劇導演伯格曼小說《假面》。
- 《安提戈涅》

《一無所有》

《一域之疆》

《索納紮克的雙重自殺》

《迷宮》
等。
塞爾日·尼科萊在演藝生涯中多次榮獲莫里哀戲劇獎，包括最佳舞台設計和最佳戲劇獎項，藝術成就備受認可。他多樣的表演風格使其在戲劇和電影界都有傑出的地位。

## 職業生涯
塞爾日·尼科萊於1998年加入陽光劇團，與亞莉安·莫虛金（Ariane Mnouchkine）在戲劇和電影領域合作。

## 演出作品

### 戲劇
- 2023-2024，《L'Art de La Joie（英语：The Art of Joy）》
- 2021-2023，《吝嗇鬼》，莫里哀作品，77屆阿维尼翁节外部作品，飾演阿巴貢。
- 2020-2023，《暴風雨》，莎士比亞作品，77屆阿维尼翁节外部作品，飾演普洛斯彼罗。
- 2018-2019，《伯格曼小姐》
- 2014，
- 2011-2013，《馬克白》， 陽光劇團，亞莉安·莫虛金作品，飾演第一男主角麦克白。
- 2009-2010，《未竟之業》，陽光劇團，亞莉安·莫虛金作品（此作品榮獲2項莫里哀戲劇獎）。
- 2008-2005，《浮生若夢》，陽光劇團，亞莉安·莫虛金作品（此作品榮獲3項莫里哀戲劇獎）。
- 2005-2002，《最後驛站》，陽光劇團， 亞莉安·莫虛金作品（此作品榮獲获4項莫里哀戲劇獎）。
- 2001-1999，《堤霸上的鼓手》，陽光劇團， 亞莉安·莫虛金作品（此作品榮獲4項莫里哀戲劇獎）。
- 1998，《一帆風順》，伊琳娜·布鲁克（彼得·布鲁克女兒）作品，1998年官方阿维尼翁节作品。
- 1996，《愛的理事會（法语：Le_Concile_d'amour#Adaptation_au_Théâtre）》， 貝諾瓦·拉維涅作品。
- 1996，《宵，一刻（法语：La_Nuit_et_le_Moment_(dialogue)#Adaptation_théâtrale）》，貝諾瓦·拉維涅涅作品。
- 1995-1994，《如果卡米爾選了我》（Si Camille me voyait），擔任導演及主角。
- 1993，《浮生若夢》，尼古拉斯·拉蒂格斯作品。
- 1992，《塞維利亞的理髮師》， 亞歷山大·斯塔吉克作品。
- 1991，
- 1991，
- 1991，
- 1990，
- 1989，

### 电影
- 2022，《Une femme de notre temps（法语：Une femme de notre temps）》
- 2018，《巴黎教會我的事》
- 2017，《羅丹：上帝之手》， 雅克·杜瓦隆作品。
- 2014，《奥尔莫与海鸥》，佩特拉·科斯塔/ 蕾阿· 哥伦布作品 （意大利），男主角。
- 2013，《未竟之業》，陽光劇團，亞莉安·莫虛金作品。
- 2009，《浮生若夢》，陽光劇團，亞莉安·莫虛金作品。
- 2006，《最後驛站》，陽光劇團，亞莉安·莫虛金作品。
- 2003，《艾琳娜的禮物（法语：Le Cadeau d'Elena）》，弗雷德里克·格拉齊亞尼作品。
- 1989，（短片）
- 2002，《河堤上的鼓手》，陽光劇團，亞莉安·莫虛金作品。
- 1996，《暗影》（Bonne Pioche），亞歷山大·納歐尼（短片）。

### 电视剧
- 1997，《科迪尔法官和警察（法语：Les Cordier, juge et flic）》 Paul PLANCHON
- 1996，《夜团（法语：Groupe Nuit）》 Patrick JAMAIN

1996年以前，《最佳選擇》 (CM) Frédéric GRAZIANI 、《遠離锡拉丘兹 》 (CM) Eric PACCOUD 、《保护本能》 (CM) Frédéric TOURNEUR
。

## 导演作品
- 2020-21，《瞑眠》，改编自川端康成小说《睡美人》，导演，合作演员笈田吉（日语：笈田ヨシ）（原，彼得·布鲁克御用演员）、藤森由美等。
- 2018-19，《伯格曼小姐》，改编自瑞典作家伯格曼小说《私谈》，导演、演员，合作演员，奥利维亚·柯西尼、路易斯·拜勒、史蒂夫·赛科利、安德烈·罗马诺。
- 2016，
- 2015，
- 2014，《安提戈涅》， 迪米特里学院作品改编（意大利语）
- 2014，《A puerta cerrada（英语：No Exit）》
- 1995-94，《如果卡米尔选了我》，罗兰·杜比拉德作品改编

1996-2014,《一域之疆》 ，克莱门特·卡玛尔·梅西埃作品改编

《索纳扎克的双重自杀》，奇卡米（日本作品改编）

《迷宫》，尼古拉斯·索特尼科夫作品改编

《闭门造车》，西班牙语作品，与太阳剧社其余几位同僚的集体作品
。

## 获奖记录
- 2005莫里哀戏剧大奖，最佳舞美设计，得奖作品《最后的驿站》，个人奖项。
- 2005莫里哀戏剧大奖，最佳戏剧奖，得奖作品《最后的驿站》，集体奖项。
- 2005莫里哀戏剧大奖，最佳戏剧奖，得奖作品《浮生若梦》，集体奖项。
- 电影《奥尔莫与海鸥》。